# Шурјан
Шурјан (мађ. Surján) је насељено место у општини Сечањ, у Средњобанатском управном округу, у Србији. Према попису из 2022. било је 168 становника.
Шурјан је погранично место, код границе са Румунијом.

## Историја
Село Шурјан, у непосредној близини Јаше Томића, удаљено је од румунске границе непуна 2 km.
По први пут се помиње име Шерјен (Serjen) 1470. године име је добило по имену властелина Шерјена. Године 1717. добија име Шурјан, и пошто су становници напустили место Шурјан остало је само 32 куће. У половини тога века доселили су се српско становништво и 1783. године настанили су се у села Војне границе Самош, Шурјан и Боку.
Међутим, њихова места су заузели, доселили се Срби из (сада пограничног) села Чавоша на румунској страни. Тако да је тада повећано на 69 кућа. „Шуријан” је 1764. године био православна парохија Чаковачког протопрезвирата. По аустријском царском ревизору Ерлеру место је 1774. године било у Чаковачком округу и дистрикту, а становништво већинско српско. Када је 1797. године пописан православни клир у „Шуријану” је само један свештеник. Парох поп Никодим Лаушевић (рукоп. 1765) говорио је само српским језиком.
У XVIII веку подигнута је црква и била су 484 православних и 20 католичких становника. Парохијско звање је основано и црквене матрикуле се воде од 1779. године. Године 1846. парох је поп Софроније Поповић, а капелан поп Јован Поповић. Село има тада 396 становника, а народну школу похађа 20 ученика које учи Недељко Жељски.
Житељ шурјански Никола Кнежевић је 1892. године сав свој велики иметак поклонио српству, у хуманитарне сврхе, у Новом Саду.
По пуштању у саобраћај железничке пруге Сечањ – Пардањ (1889. год.) Шурјан је добио железничку станицу. А 1902. године подигнута је школа.
Популација кроз историју.
| Година     | 1869. | 1880. | 1890. | 1900. | 1910. | 1921. |
| Становника | 646   | 539   | 633   | 618   | 563   | 759   |
| Срба       | ?     | ?     | ?     | ?     | ?     | 603   |
| Румуна     | -     | ?     | ?     | ?     | ?     | 13    |
| Немаца     | -     | ?     | ?     | ?     | ?     | 62    |
| Мађара     | -     | ?     | ?     | ?     | ?     | 277   |
| Осталих    | -     | ?     | ?     | ?     | ?     | 0     |

### Црква споменик културе
Присилно католичење и помађаривање које су спроводиле локалне власти пограничног села на румунској страни, навело је српско становништво да 1783. пређе у села Војне границе Самош, Шурјан и Боку. Тада су становници Чавоша пренели иконе са свог иконостаса у Шурјан, чија је Вазнесењска црква у данашњем облику подигнута 1940. на месту старијих грађевина (прве из 1765. и друге из 1835). Све пренете иконе из румунског Чавоша (њих тридесетак) и два пара царских двери, настале у XVIII столећу, подељене су у три серије према стилским особеностима. Прва група припада кругу зографа око Недељка Поповића Шербана и све имају као оквир узану златну и црвену траку, а пресликане су делимично или потпуно. На њима је графицизам мање изражен, поједностављена је линија одеће, али чист колорит и солидна техника упућују на Шербана или његове сараднике. Другу серију чине иконе слабог сеоског мајстора, више етнографских него уметничких вредности. Целивајуће иконе чине трећу групу заједно са иконом св. Симеона и св. Саве Српског. Постоји још једна већа живописана дрвена плоча, вероватно део иконостаса, са фигурама пророка. Иако варирајући у квалитету, све иконе са иконостаса у Чавошу пренете у шурјановачку богомољу, остају у домену традиционалног зографског сликарства путујућих самоука.

## Демографија
Кретање броја становника:
- 1869: 646
- 1900: 618

У насељу Шурјан живи 266 пунолетних становника, а просечна старост становништва износи 41,6 година (39,5 код мушкараца и 44,2 код жена). У насељу има 121 домаћинство, а просечан број чланова по домаћинству је 2,73.
Становништво у овом насељу је мешовито са приближно истом заступљеношћу Срба и Мађара, а у последњих пет пописа примећен је пад у броју становника.
|  |

| Демографија | Демографија | Демографија |
| Година      | Становника  | Становника  |
| ----------- | ----------- | ----------- |
| 1921.       | 759         |             |
| 1931.       | 821         |             |
| 1948.       | 682         |             |
| 1953.       | 807         |             |
| 1961.       | 734         |             |
| 1971.       | 483         |             |
| 1981.       | 406         |             |
| 1991.       | 377         | 377         |
| 2002.       | 330         | 333         |

| Етнички састав према попису из 2002.‍ | Етнички састав према попису из 2002.‍ | Етнички састав према попису из 2002.‍ | Етнички састав према попису из 2002.‍ | Етнички састав према попису из 2002.‍ |
| ------------------------------------ | ------------------------------------ | ------------------------------------ | ------------------------------------ | ------------------------------------ |
|                                      |                                      |                                      |                                      |                                      |
| Срби                                 | Срби                                 |                                      | 145                                  | 43,93%                               |
| Мађари                               | Мађари                               |                                      | 140                                  | 42,42%                               |
| Роми                                 | Роми                                 |                                      | 9                                    | 2,72%                                |
| Југословени                          | Југословени                          |                                      | 9                                    | 2,72%                                |
| Словаци                              | Словаци                              |                                      | 2                                    | 0,60%                                |
| Румуни                               | Румуни                               |                                      | 2                                    | 0,60%                                |
| Македонци                            | Македонци                            |                                      | 2                                    | 0,60%                                |
| Хрвати                               | Хрвати                               |                                      | 1                                    | 0,30%                                |

| \| \| м \| \| \| ж \| \| ? \| 0 \| \| \| 1 \| \| 80+ \| 7 \| \| \| 4 \| \| 75—79 \| 9 \| \| \| 13 \| \| 70—74 \| 7 \| \| \| 7 \| \| 65—69 \| 8 \| \| \| 6 \| \| 60—64 \| 6 \| \| \| 13 \| \| 55—59 \| 12 \| \| \| 9 \| \| 50—54 \| 15 \| \| \| 12 \| \| 45—49 \| 13 \| \| \| 14 \| \| 40—44 \| 10 \| \| \| 9 \| \| 35—39 \| 11 \| \| \| 9 \| \| 30—34 \| 15 \| \| \| 10 \| \| 25—29 \| 9 \| \| \| 8 \| \| 20—24 \| 11 \| \| \| 11 \| \| 15—19 \| 9 \| \| \| 4 \| \| 10—14 \| 15 \| \| \| 7 \| \| 5—9 \| 12 \| \| \| 10 \| \| 0—4 \| 10 \| \| \| 4 \| \| Просек : \| 39,5 \| \| \| 44,2 \| |      |  |  |      |
| |      |  |  |      |
| | м    |  |  | ж    |
| ? | 0    |  |  | 1    |
| 80+ | 7    |  |  | 4    |
| 75—79 | 9    |  |  | 13   |
| 70—74 | 7    |  |  | 7    |
| 65—69 | 8    |  |  | 6    |
| 60—64 | 6    |  |  | 13   |
| 55—59 | 12   |  |  | 9    |
| 50—54 | 15   |  |  | 12   |
| 45—49 | 13   |  |  | 14   |
| 40—44 | 10   |  |  | 9    |
| 35—39 | 11   |  |  | 9    |
| 30—34 | 15   |  |  | 10   |
| 25—29 | 9    |  |  | 8    |
| 20—24 | 11   |  |  | 11   |
| 15—19 | 9    |  |  | 4    |
| 10—14 | 15   |  |  | 7    |
| 5—9 | 12   |  |  | 10   |
| 0—4 | 10   |  |  | 4    |
| Просек : | 39,5 |  |  | 44,2 |

| Година пописа     | 1948. | 1953. | 1961. | 1971. | 1981. | 1991. | 2002. |
| ----------------- | ----- | ----- | ----- | ----- | ----- | ----- | ----- |
| Број домаћинстава | 198   | 224   | 197   | 144   | 136   | 131   | 121   |

| Број чланова      | 1  | 2  | 3  | 4  | 5 | 6 | 7 | 8 | 9 | 10 и више | Просек |
| ----------------- | -- | -- | -- | -- | - | - | - | - | - | --------- | ------ |
| Број домаћинстава | 25 | 40 | 20 | 22 | 9 | 4 | 0 | 1 | 0 | 0         | 2,73   |

| Пол    | Укупно | Неожењен/Неудата | Ожењен/Удата | Удовац/Удовица | Разведен/Разведена | Непознато |
| ------ | ------ | ---------------- | ------------ | -------------- | ------------------ | --------- |
| Мушки  | 142    | 40               | 88           | 7              | 6                  | 1         |
| Женски | 130    | 15               | 88           | 26             | 1                  | 0         |
| УКУПНО | 272    | 55               | 176          | 33             | 7                  | 1         |

| Пол    | Укупно                    | Пољопривреда, лов и шумарство | Рибарство                            | Вађење руде и камена | Прерађивачка индустрија       |
| ------ | ------------------------- | ----------------------------- | ------------------------------------ | -------------------- | ----------------------------- |
| Мушки  | 99                        | 69                            | 0                                    | 0                    | 12                            |
| Женски | 50                        | 43                            | 0                                    | 0                    | 1                             |
| Укупно | 149                       | 112                           | 0                                    | 0                    | 13                            |
|        |                           |                               |                                      |                      |                               |
| Пол    | Производња и снабдевање   | Грађевинарство                | Трговина                             | Хотели и ресторани   | Саобраћај, складиштење и везе |
| Мушки  | 0                         | 7                             | 0                                    | 0                    | 3                             |
| Женски | 0                         | 0                             | 0                                    | 0                    | 1                             |
| Укупно | 0                         | 7                             | 0                                    | 0                    | 4                             |
|        |                           |                               |                                      |                      |                               |
| Пол    | Финансијско посредовање   | Некретнине                    | Државна управа и одбрана             | Образовање           | Здравствени и социјални рад   |
| Мушки  | 0                         | 0                             | 4                                    | 0                    | 1                             |
| Женски | 0                         | 0                             | 0                                    | 2                    | 2                             |
| Укупно | 0                         | 0                             | 4                                    | 2                    | 3                             |
|        |                           |                               |                                      |                      |                               |
| Пол    | Остале услужне активности | Приватна домаћинства          | Екстериторијалне организације и тела | Непознато            | Непознато                     |
| Мушки  | 0                         | 0                             | 0                                    | 3                    | 3                             |
| Женски | 0                         | 1                             | 0                                    | 0                    | 0                             |
| Укупно | 0                         | 1                             | 0                                    | 3                    | 3                             |